# Betygala
Betygala ist ein Städtchen mit 488 Einwohnern (2011) in der Rajongemeinde Raseiniai. Es liegt 16 km östlich von Raseiniai, an der Landstraße Ariogala–Tytuvėnai, am linken Ufer der Dubysa, an der Vieviržė im Regionalpark Dubysa. Es ist Zentrum des Amtsbezirks Betygala und des Unteramtsbezirks Betygala. Die katholische St.-Nikolai-Kirche Betygala wurde von 1925 bis 1930 erbaut. Es gibt ein Postamt (LT-60010). 
Betygala wurde 1253 erstmals urkundlich erwähnt. Im Jahre 1579 gab es eine Pfarrgemeindeschule und von 1867 bis 1915 eine staatliche Grundschule.

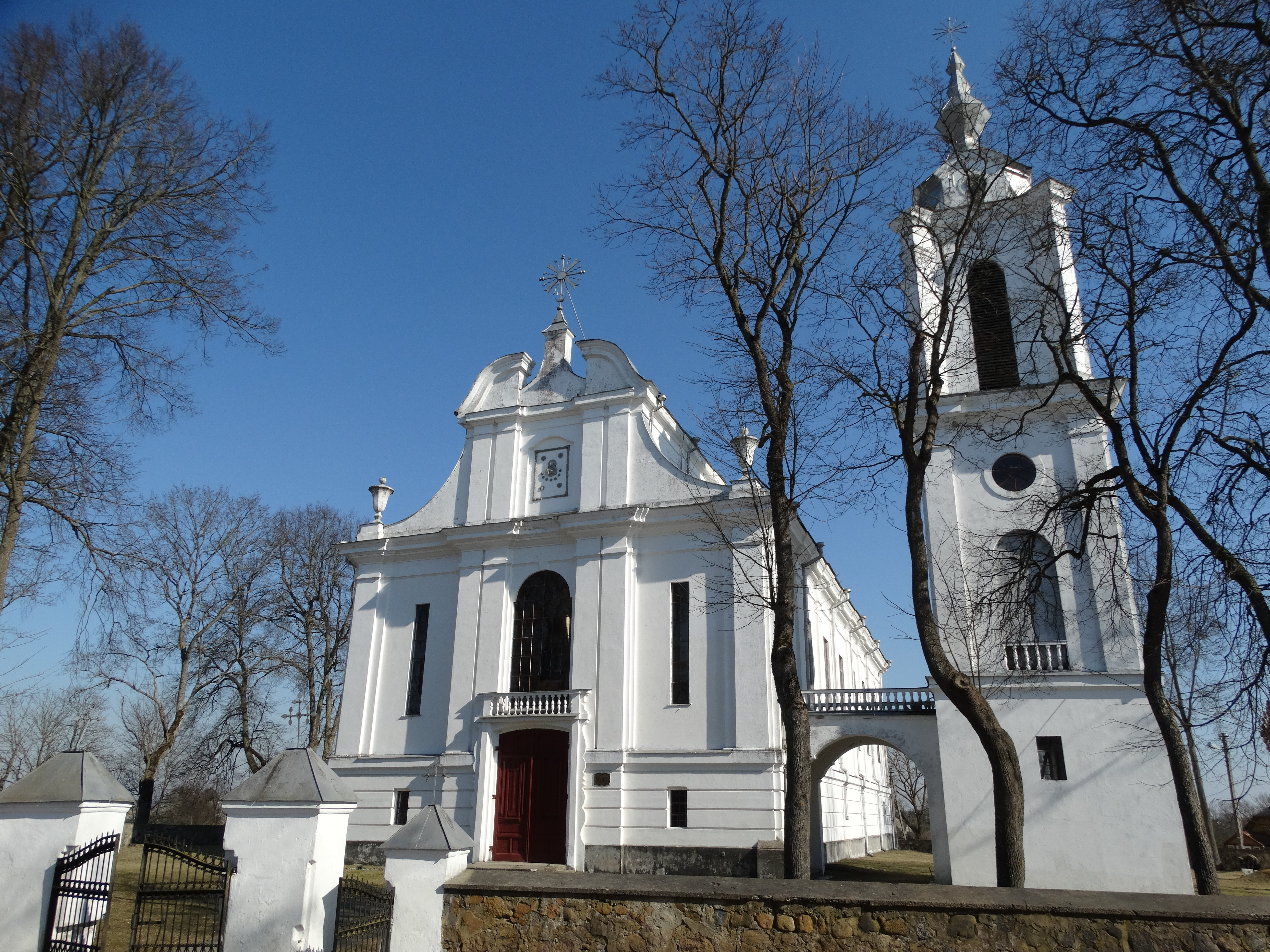
St.-Nikolai-Kirche in Betygala
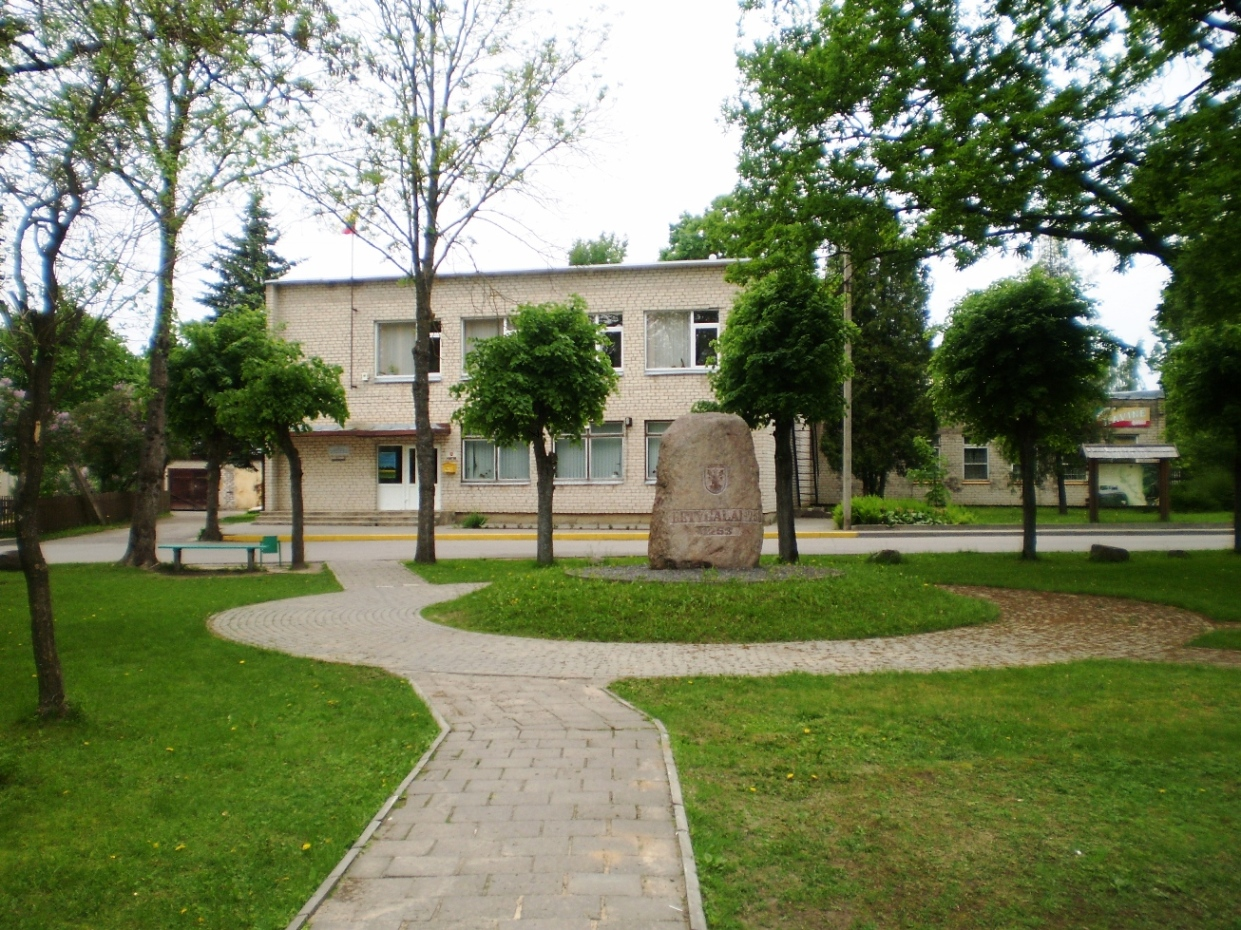
Stadtverwaltung

## Personen
- Juras Andriukaitis (* 1951), Banker
- Vincas Girnius (* 1959), Politiker